# Mlinica Nova mostina u Glavicama
Mlinica Nova mostina nalazi se u selu Glavicama, Grad Sinj.

## Opis
Mlinica Nova mostina, smještena na desnoj obali Cetine, je mlinica s okomitim podljevnim mlinskim kolima smještenim pod svodovima zgrade. Građena je od priklesanog kamena ujednačene veličine, dvostrešno krovište zakrovljeno je kamenom pločom, pred ulazom je recentno izvedeno neprimjereno stepenište, a ispod lukova postavljen daščani pod. Duž uzvodnog zida izvedeni su uski pravokutni otvori u strukturi zida u kojima je sačuvan koloturnik lancem povezan s portelama, pokretnim metalnim pregradama. Građena na pet zasvođenih otvora nad tokom vode. Pod svodovima bilo je postavljeno 5 okomitih podljevnih mlinskih kola koja nisu sačuvana.

## Zaštita
Pod oznakom Z-4943 zaveden je kao nepokretno kulturno dobro - pojedinačno, pravna statusa zaštićena kulturnog dobra, klasificirano kao "javne građevine".